# Cloreto de polônio(II)

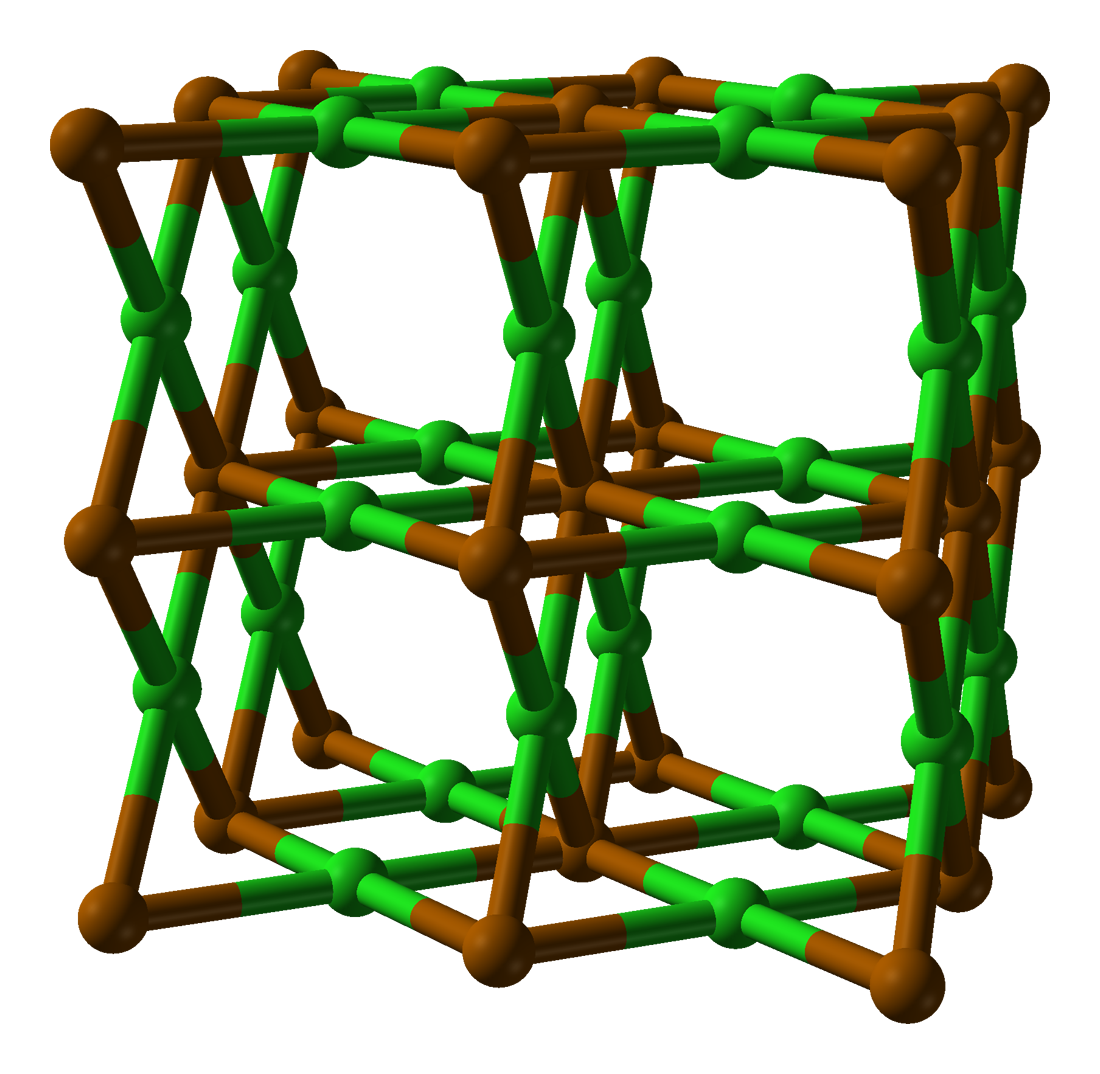
Modelo de parte da estrutura de cristal (células de 2x2x2) do diclorato de polônio, também conhecido como clorato de polônio II

Cloreto de polônio(II) é o composto de fórmula química PoCl2.